# ابی فریدمن
ابی فریدمن (انگلیسی: Eby Friedman؛ زادهٔ ۱۰ اوت ۱۹۵۷) دانشمند، مهندس برق اهل ایالات متحده آمریکا است.

## افتخارات
وی همچنین برندهٔ جوایزی همچون عضو پیوسته انجمن مهندسان برق و الکترونیک و برنامه فولبرایت شده‌است.